# Chapelle Saint-Nicolas d'Argentan
Pour les articles homonymes, voir Chapelle Saint-Nicolas.
La chapelle Saint-Nicolas, ancienne chapelle castrale, est un édifice catholique, des XIVe siècle, qui se dresse sur la commune française d'Argentan dans le département de l'Orne, en région Normandie.
La chapelle fait l'objet d'une inscription au titre des monuments historiques par arrêté du 19 juillet 1925.

## Localisation
La chapelle est située au centre du bourg d'Argentan, dans le département français de l'Orne.

## Historique
La chapelle, élevée en 1373, a été, comme le château, très endommagé en 1944. Elle abrite de nos jours l'Office du Tourisme.